# 常兴店镇
常兴店镇，是中华人民共和国辽宁省锦州市北镇市下辖的一个乡镇级行政单位。

## 行政区划
常兴店镇下辖以下地区：
常兴村、河北村、壮镇村、杏叶村、郭三家村、南三台子村、王二村、范屯村、光明村和观军场村。